# Victor Rollin Carlsson
Victor Rollin Carlsson (ur. 14 sierpnia 1989 w Uppsali) – szwedzki hokeista.
Jego bracia Rickard Rollin Karlsson (ur. 1987) i Gustaf Karlsson (ur. 1998) także zostali hokeistami.

## Kariera
- Almtuna IS J18 (2005-2007)
- Almtuna IS J20 (2005-2009)
- Almtuna IS (2006-2009)
  -  Tierps HK (2006/2007)
- Tingsryds AIF (2009-2012)
- Almtuna IS (2012-2019)
  -  Almtuna IS J20 (2013/2014)
  -  Brynäs IF (2013/2014)
- Herlev Eagles (2019-2020)
- SønderjyskE Ishockey (2020-2021)
- Re-Plast Unia Oświęcim (2021-2022)
- Aalborg Pirates (2022-)

Wychowanek klubu Almtuna IS. W barwach macierzystej drużyny oraz od 2009 do 2012 Tingsryds AIF przez lata grał w rozgrywkach Division 1 i HockeyAllsvenskan. Od 2014 do 2016 był kapitanem Almtuny, a w sezonie 2013/2014 był wypożyczony do Brynäs IF w elitarnych rozgrywkach SHL. Od 2017 grał w superlidze duńskiej, rok w Herlev Eagles, a następnie rok w SønderjyskE. W 2021 został zaangażowany przez Unię Oświęcim w Polskiej Hokej Lidze. W 2022 przeszedł do duńskiego Aalborg Pirates.

## Sukcesy
Klubowe
- Awans do Allsvenskan: 2010 z Tingsryds AIF
- Brązowy medal mistrzostw Danii: 2021 z SønderjyskE Ishockey
- Puchar Danii: 2021 z SønderjyskE Ishockey
- Srebrny medal mistrzostw Polski: 2022 z Re-Plast Unią Oświęcim

Indywidualne
- Polska Hokej Liga (2021/2022)[5]:
  - Pierwsze miejsce w klasyfikacji asystentów w fazie play-off: 11 asyst
  - Drugie miejsce w klasyfikacji kanadyjskiej w fazie play-off: 17 punktow